# Camping Cosmos
Camping Cosmos is een Belgische komische film, uitgekomen in 1996 en geregisseerd door Jan Bucquoy. In deze film spelen onder anderen Lolo Ferrari, Noël Godin, Herman Brusselmans, Arno, Claude Semal en Sabrina Leurquin.

## Verhaal
De film speelt zich af in 1986. Dit is het jaar dat de Belgen het Eurovisiesongfestival wonnen met J'aime la vie, gezongen door Sandra Kim en dat zij de Russen versloegen voor de Wereldbeker voetbal in de achtste finales. Dit wordt getoond met een scène van bierdrinkende supporters voor een reusachtig beeldscherm. Het is ook het jaar van aanslagen door de CCC.

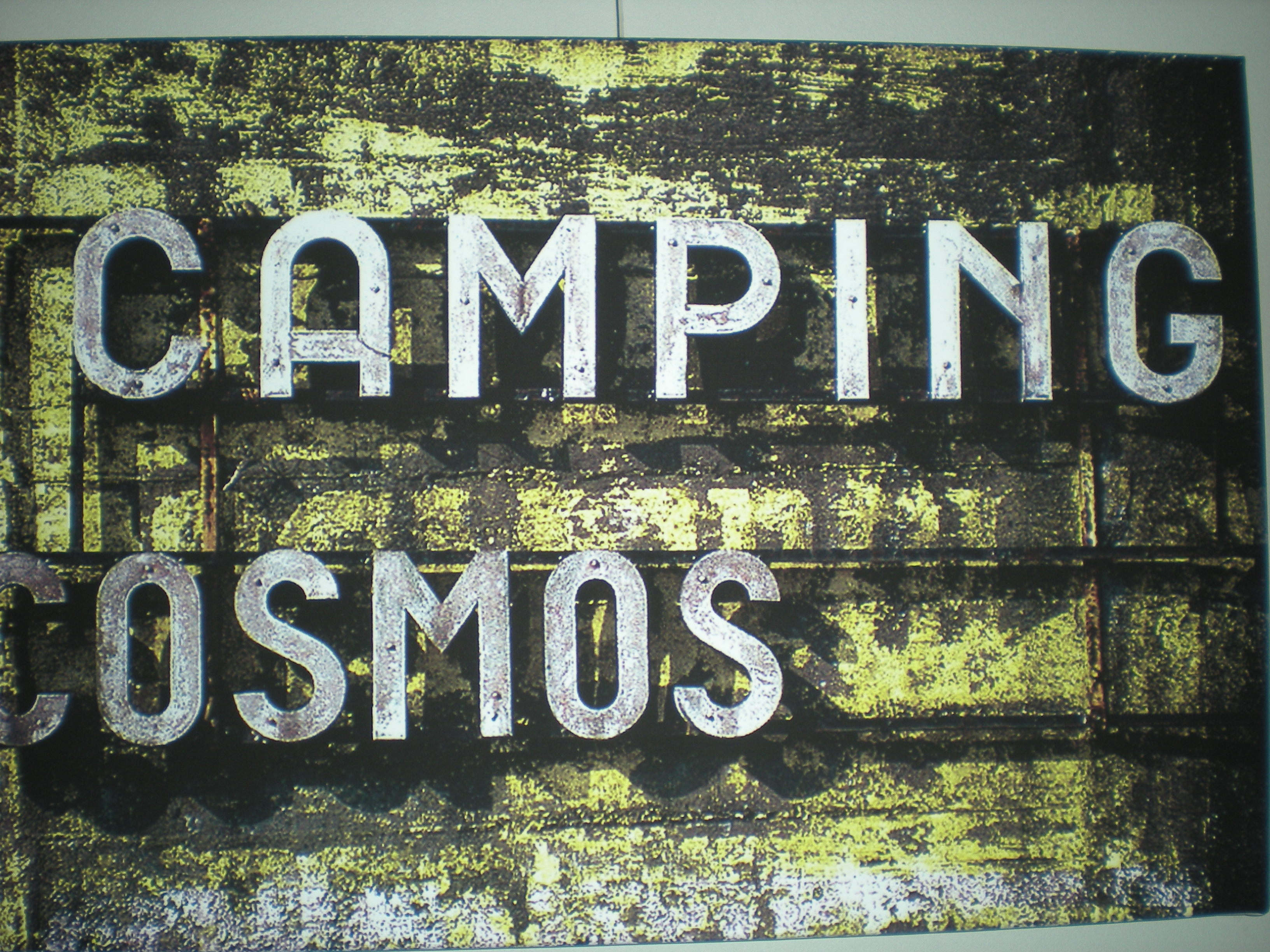
Foto van de bunker van Camping Cosmos.

De dochter Eve (Fanny Hanciaux) van de animator van Camping Cosmos te Westende aan de Belgische Kust, komt op bezoek bij haar vader (Jean-Henri Compère). Eve is op het nippertje aan een verkrachting ontsnapt. Zij verwijt haar vader zijn onverschilligheid en zijn nutteloze inspanningen om het volk cultuur bij te brengen. Mutter Courage van Bertolt Brecht wordt opgevoerd maar niemand komt opdagen. De film volgt het seksuele leven van de campingbewoners. Het liefje van Eve wordt jong ingewijd in de geheimen van de liefde door de hoer van de camping. Haar vriendin (Antje De Boeck) krijgt haar eerste seksuele ervaring in een autootje.
De campinguitbater, de heer Vandeputte, is jaloers op zijn wulpse vrouw (Lolo Ferrari) die iedereen het hof maakt. Een boksmatch tussen Jean-Pierre Coopman en Freddy De Kerpel met Marcel Vanthilt als scheidsrechter die onbeslist eindigt, een schoonheidswedstrijd, en een zangwedstrijd met een schitterende uitvoering van The Man I Love, zorgen voor het nodige animo. Enkele zonderlinge figuren vallen op: de Italiaanse frituuruitbater meneer Crapaud die bedrogen wordt, de vrouwelijke terrorist Ulrique (Sabrina Laurquin) en haar masturberende chauffeur die rondrijden in een witte Cadillac cabriolet, en een fanatieke fan van Eddy Merckx. Een kunstenaar (Herman Brusselmans) die lijdt aan autisme, schildert absurde leuzen - zoals: "Le cinéma est un anus artificiel" (De cinema is een kunstmatige anus) - op de caravans en verleidt de vrouw van de frituuruitbater die de schoonheidswedstrijd Miss Cosmos won. De toiletjuffrouw leest het moeilijke filosofische werk L'Être et le Néant (1943) van Jean-Paul Sartre maar klaagt dat de wc's voortdurend verstopt zijn.
De vertegenwoordiger van het ministerie van Cultuur (Jacques Calonne) verzamelt onderbroekjes van meisjes. De redder Harry (Arno Hintjens) gaat niet in op de avances van mevrouw Vandeputte, de vrouw van de campinguitbater, want zijn vriend (gespeeld door Jan Decleir) is nog altijd verliefd op hem. Mevrouw Vandeputte krijgt haar langverwachte orgasme met de muziek van het volkslied van de Sovjet-Unie en de belevenissen van Kuifje in Afrika maar zij zal hiervoor zwaar gestraft worden. Haar minnaar (Claude Semal) pleegt zelfmoord met een parodie op België.

## Achtergrond
Camping Cosmos is het vervolg op La Vie sexuelle des Belges 1950-78 (1994). Het is een satire op wat het paradijs (het hoofdpersonage is Eve; Frans voor Eva) aan de kust zou moeten zijn: vrije seks, zon, zee en strand, sport, drank en eten in overvloed, zalig nietsdoen, zang en schoonheidswedstrijden.
De hoofdfiguren in Camping Cosmos: Noël Godin (Pierre Mertens), Sabrina Leurquin (Ulrique), Claude Semal (Kuifje), Jean-Paul Dermont (monsieur Vandeputte), Lolo Ferrari (madame Vandeputte), Jean-Henri Compère (de animator), Jacques Calonne (de inspecteur van het ministerie van Cultuur) zijn Franstaligen; de nevenfiguren zijn Vlamingen.
De schroom die het eerste deel kenmerkte valt grotendeels weg, en maakt plaats voor een genadeloze observatie van de campingbiotoop. De Vlaamse symboliek van het eerste deel: de IJzertoren op de camping te Diksmuide, de wandeling op de Pier van Blankenberge, Het Laatste Nieuws dat gelezen wordt op de wc door de vader van de hoofdfiguur, de geboorteplaats Harelbeke, het bal met de schlager van Will Tura Ik ben zo eenzaam zonder jou enz. wordt vervangen door de Belgische symboliek van frieten, voetbal, bier. De diachronie van het eerste deel (de periode 1950-1978) wordt vervangen door de tijdloosheid (kunstmatig geplaatst in augustus 1986) van Camping Cosmos.

Door het sarcasme van de film komt het ontroerende verhaal van Eve, die haar vader terugziet nadat ze van huis is weggelopen, op de achtergrond. Dit was nochtans de kern van het verhaal.
Dit is de eerste Europese langspeelfilm die volledig digitaal werd gemonteerd wat zijn invloed heeft op de snelle ontwikkelingen van de diverse intriges. Net zoals in Playtime kiest de kijker de situatie of grap die hem het meest opvalt, en fungeert Camping Cosmos als een reeks zoekplaten, die men keer op keer weer kan bekijken. Camping Cosmos doet ook denken aan dat andere meesterwerk van Jacques Tati: Les vacances de Monsieur Hulot o.a. met de figuur van Pierre Mertens die lijkt op de onhandige monsieur Hulot, alhoewel Camping Cosmos als film niets van doen heeft met de film van Tati en een heel andere bedoeling heeft.
Deze film behandelt de kleingeestigheid in het algemeen en de schijnheiligheid op het gebied van seks van de Belgen. Tegelijkertijd waart het spook van aids rond dat de dood aankondigt. Culturele armoede is troef: de Belgen op vakantie denken alléén maar aan seks, frieten eten, bierdrinken en sport (voetbal, wielrennen, boksen: de match van Jean-Pierre Coopman tegen Freddy De Kerpel). In feite is de film een spiegelbeeld van de slechte smaak van de Belgen.

De film kreeg destijds tegenstrijdige commentaren: sommige critici begrepen de onderliggende boodschappen niet.

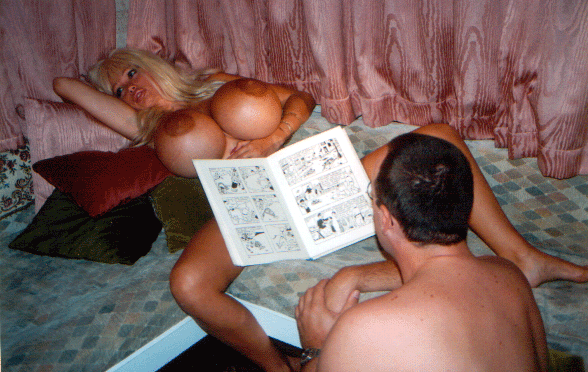
De culturele animator van de camping leest Kuifje voor aan zijn vrouw.

Camping Cosmos is een interessante cocktail van ironie, zelfspot en bijwijlen ontroering met het oog voor een aantal sterke scènes waarin de sfeer van het Belgisch surrealisme en de nostalgie van de soixante-huitards die cultuur bij de massa willen brengen, knap worden geschetst.

## Subsidie geweigerd
Camping Cosmos is de enige film uit de geschiedenis van de Belgische cinema waarvoor de subsidies (door de Vlaamse Gemeenschap) werden geweigerd nadat de bevoegde commissie en de betrokken ministeries (waaronder het ministerie van Cultuur) reeds hun toezegging gegeven hadden. De Vlaamse regering weigerde de subsidies omwille van "... twijfels over de kwaliteit van het project". De zaak kwam in het parlement en een meerderheid keurde deze beslissing af die intussen reeds tweemaal door de Raad van State werd vernietigd.

## Analyse
De auteur is beïnvloed door De spektakelmaatschappij (La société du spectacle) van Guy Debord. Debord ziet de spektakelmaatschappij als een sociaal verband tussen personen, gemediatiseerd door beelden. Het spektakel is de affirmatie van de schijn, het verlies van de eenheid van de wereld. Het spektakel focust op illusies, wentelt zich in kunstmatigheid. De vedette is niet meer wat hij was; hij is nu het ideaal van de massa en tot dat ideaal gereduceerd en ook de wereld van de massa wordt tot het spektakel met zijn helden gereduceerd. Het wereldbeeld verkleint. Camping Cosmos is een groot spektakel waarvan wij de kijkers zijn vanuit het Big Brother-perspectief.
Camping Cosmos is een opeenvolging van karikaturen van Vlaamse beroemdheden (de zogenaamde BV's, en wel Vlaanderens populairste
- schrijver:
Herman Brusselmans op zijn Harley Davidson (is ook de naam van een liedje van Serge Gainsbourg in de film), een karikatuur van Paul Snoek ("Bultaco 250cc").
- acteur:Jan Decleir als homofiel (Priester Daens).
- zanger:
Arno, een karikatuur van een badmeester die nu niet stamelt maar "hula hoep" roept naar Lolo Ferrari.
- zangeres:
Vera Lynn is tot in de jaren zestig jaarlijks komen zingen op het "British Ball" in het casino van Oostende. Laura Lynn nam haar naam over als artiestennaam.
- bokser:
Jean-Pierre Coopman in een bokswedstrijd met als scheidsrechter Bekende Vlaming Marcel Vanthilt (gekozen onder meer voor zijn naam die verwijst naar "tilt" slaan).
- wielrenner:
Eddy Merckx met zijn aanbidder die op zijn sterfbed prevelt: "Merckx était le plus grand" en het vriendje van Eve die al zijn overwinningen uit het hoofd citeert.
- schilder:
een verwijzing naar René Magritte: Ceci n'est pas une oeuvre d'art van de autistische kladschilder op de caravans (Herman Brusselmans).
- stripfiguur:
Kuifje (Claude Semal).
- actrice:
Wendy Van Wanten kon de rol niet opnemen om contractuele redenen zodat werd gekozen voor Lolo Ferrari die instemde op een erotica-beurs.
- voetballer:
Jan Ceulemans, François Van der Elst en het Belgisch voetbalteam dat de kwartfinales haalde tijdens het WK van 1986 : de beste wedstrijdperformance uit de geschiedenis van het Belgisch voetbal.

De wals An der schönen blauen Donau van Johann Strauss jr. met de rij naakte schoonheden zonnebadend op hun rug, is een verwijzing naar 2001: A Space Odyssey (→Cosmos).
De postbode die een vluggertje doet in de caravan van Lolo Ferrari, heeft op zijn brieventas de initialen C.C.C.P. (= afkorting van Cellules Communistes Combattantes Populaires) en tevens afkorting van "Camping Communiste du Cosmos Populaire".

Lolo Ferrari is een icoon van Anita Ekberg, Brigitte Bardot en Gina Lollobrigida, die geciteerd wordt in de masturbatie-act van Sibulski. dus alles wat een Vlaming maar dromen kan, maar niemand (lees: geen enkele Belg) kan haar bevredigen. De twee bekendste B.V.'s Arno en Herman Brusselmans lijden aan autisme en zijn niet eens in staat een normale conversatie aan te gaan;
Jan Bucquoy karikaturiseert zichzelf als de knappe acteur Sibulski (uit Andrzej Wajda's L'Amour à vingt ans (1962)) en als terrorist, twee personages die hij nooit geweest is; taartengooier Noël Godin als belangrijkste schrijver van België, Pierre Mertens: wat hij nooit zal worden. Kuifje (Claude Semal) zingt Noble Belgique, pleegt zelfmoord en nadien zingt Sandra Kim J'aime la vie; wanneer daarentegen Lolo Ferrari uit de zee komt weerklinkt Land of Hope and Glory van Vera Lynn.

## Verwijzingen
In de film zitten verwijzingen naar Hugo Claus, Ensor, Alice in Wonderland en Bertolt Brecht:

### NaarHet Verdriet van BelgiëenDe Verwondering
- De titel La Vie sexuelle des Belges (hier dus deel II, deel III is: De sluiting van de Renault-fabriek te Vilvoorde (1998)) is een metonymie van de titel van de roman van Hugo Claus Le chagrin des Belges / Het verdriet van België die zich grotendeels in de omgeving van Kortrijk afspeelt, zoals het begin en de jeugdjaren van het hoofdpersonage van La Vie sexuelle des Belges 1950-78. Het is ook een metafoor voor het verdriet van de Belgen: zij zijn een volk zonder stijl of persoonlijkheid, politiek en cultureel, door het groot aantal militaire bezettingen in hun geschiedenis, alhoewel zich onder hen grote kunstenaars hebben bevonden. De eigenlijke titel van de filmtrilogie zou dus moeten zijn: "Het triestige cultuurleven van de Belgen".[11]
- De roman die twintig jaar voorafging en die een voorspel is op Het verdriet van België (1983), De Verwondering, is een beschrijving van de memoires van een leraar (Victor De Rijckel) in een psychiatrisch instituut en speelt zich af te Oostende. (De film Friday Fishday van Bucquoy speelt zich ook af te Oostende.) Beide romans van Hugo Claus hebben (bijvoorbeeld) de anekdote die in Camping Cosmos voorkomt: de toneelspelende vader die door zijn kind wordt ontdekt en berispt. (Eve vindt dat haar vader Mutter courage und ihre Kinder niet moet opvoeren). Het schizofreen personage van de bierdrinkende leraar Victor De Ryckel in De Verwondering vertoont overeenkomsten met de algemene psychose van de personages op de camping. Nog andere personages vertonen gelijkenissen: bijvoorbeeld de Waffen-SS-veteraan Crabbe[12]  met de terrorist Sibulski = Andreas Baader.[13]
- De steden Oostende en Westende, zijn aan het einde van iets (oost-einde en west-einde): het einde van het land, van een weg of een pelgrimstocht (in De Verwondering: De Rijckel is een patroniem van een kluizenaar, tussen Oostende en Westende ligt Middelkerke)[14]

Aan het einde in Oostende van De Verwondering, is er de dijk met zijn kursaal en zijn Bal van het Wit Konijn en het einde van De Rijckel en zijn tocht; aan het einde van Westende in Camping Cosmos is er het strand, de zee (de chansons in de film: le ciel, le soleil et la mer en Nuages) en de Cosmos als hyperbool van de hemel, met de dood voor enkelen en misschien een nieuw leven voor de anderen. Lolo Ferrari leest uit het boek De twaalf wonderlijke sprookjes van Koningin Fabiola: een verwijzing naar de onschuld van de kindertijd.

### Naar Ensor
- Zowel De Verwondering als Camping Cosmos spelen zich af in de maand augustus. De Verwondering baadt in dezelfde Ensoriaanse sfeer van Camping Cosmos. De Camping Cosmos kan beschouwd worden als een plaats voor een collectieve hysterie: een carnaval of een uit de hand gelopen bal masqué (zie ook de etsen en schilderijen van Ensor: "Carnaval sur la Plage" (1887), "Le Jardin d'Amour" (1888), "Le bal fantastique" (1889), "Geraamtes willen zich warmen" en "De dood achtervolgt de mensenkudde" (1896) dat gemaakt is in het jaar van zijn bezoek aan de "Rat mort" te Parijs).
- Het carnaval en het bal masqué zijn een metafoor van het dodenrijk en van het aards Paradijs (met een verwijzing naar La Divina Commedia: de culturele animator die in dit vergeten gat cultuur moet brengen, dat wil zeggen de hemel op aarde brengen en de plaats van het aards paradijs[15]: op de top van de Louteringsberg midden in de zee en in de Middeleeuwen in het verre oosten; Pierre Mertens speelt de rol van Virgilius = Verzele in De Verwondering)). Deze verwijzing naar het dodenrijk is er reeds in La Vie sexuelle des Belges 1950-78 met de engel des doods die bij het overlijden van de moeder (nog een ets van Ensor: "Mijn dode moeder" (1915)), op het einde van de film, het geluk van de dood aankondigt als een bevrijding. In De Verwondering is het bal een verwijzing naar Alice in Wonderland: het Bal du rat mort (gesticht door de vrienden van Ensor na zijn reis naar de Moulin Rouge, toevallig honderd jaar voor het uitkomen van Camping Cosmos) = het Bal van het Wit Konijn.
- Het Bal du rat mort, is ook niet toevallig de naam van een scenario van een stripverhaal van de regisseur, geschreven voordat het scenario van Camping Cosmos geschreven is. Deze strip vertoont gelijkenissen met de De Verwondering. Er is vooreerst de politie-inspecteur Jean Lamorgue die schizofreen is zoals De Rijckel. Hij is op zoek naar zichzelf en naar zijn geliefde Margot Lovy zoals De Ryckel zoekt naar Sandra. De aanwezigheid van knaagdieren: ratten in het Bal du rat mort, konijnen in De Verwondering. In het Bal du rat mort (met échte dode ratten) zijn er ook de verkleedpartijen, het kursaal en de zeedijk van Oostende, de referenties naar Ensor en Jeroen Bosch en beide personages gaan op consultatie bij een psychiater. De begeleiders zijn de commissaris Reynaert in het Bal du rat mort en Verzele in De Verwondering.[16] Er is ten slotte de ambiance van moorddadige Claus-(tro)-fobie die we terugvinden in Camping Cosmos en die doet denken aan The Shining.

### Naar Alice in Wonderland
- Ook in Alice in Wonderland is er sprake van een onderwereld (de tunnel). Een vergelijking dringt zich op: in de film is Eve = Alice; de Cheshire Cat in Alice in Wonderland die zegt: "We are all mad here", is de autistische kunstenaar die de camping ontvlucht met zijn minnares (Giselle de pad) op zijn moto. (Dit is dus het gebruik van een diernaam in de film: madame "Crapaud" is mevrouw de pad en haar echtgenoot de frituuruitbater = the frog-footman). De boze Hartenkoningin = de neurotische Lolo Ferrari; het Witte Konijn = haar minnaar die gelijkt op Kuifje (Claude Semal, de figuratie van een witte clown die in de film op het einde een masker draagt !). De tijd die de indruk geeft stil te staan in Alice (verwijzing naar 'Time' in Alice) en de tea-party die eindeloos duurt, doen denken aan het eindeloze bierzuipen op de camping; het croquet-spel (voorloper van de balsporten onder meer tennis en voetbal) doet denken aan de aandacht van de campingbewoners voor het voetbal; de Gekke Hoedenmaker = de gefrustreerde animator van de camping die zich opdringt aan iedereen; de zogezegde gestolen taarten van de Hartenkoningin en het taartengooien in de film als symbool van de strijd tegen de honger en het hongerloze paradijs; Noël Godin is de Mock Turtle[17] ; de tuinmannen (de kaarten) die de rozen moeten herschilderen = meneer Vandeputte die de caravans moet herschilderen; de tuinmannen zijn in De Verwondering de gemaskerde hovelingen en edelvrouwen en in Camping Cosmos zijn het de deelnemers aan de schoonheidswedstrijd en de zangwedstrijd; het dubbelzinnige en seksuele taalgebruik verwijst naar de impotentie van De Ryckel en van de campingbewoners; de vertegenwoordiger van het ministerie van Cultuur (Jacques Calonne) is in Alice de koning die voorzitter is van de rechtbank enz...

### Naar Bertolt Brecht: seks, sport, spel en vervreemding
In het begin van de film wordt het theaterstuk Mutter Courage und ihre Kinder van Bertolt Brecht opgevoerd. We zien de scène waarin de echtgenoot zijn ongenoegen uit over het steeds maar opdienen van zuurkool. Er is bijna niemand aanwezig om het stuk te zien en de campingentertainer moet zijn plan opdoeken om de mensen hoogstaande cultuur bij te brengen. Hij zal moeten aanvaarden dat zijn publiek zangwedstrijden, schoonheidswedstrijden of sportmanifestaties wil zien, dingen die gepaard gaan met emotie maar Bertolt Brecht creëerde de theorie van de vervreemding omdat hij niet wilde dat zijn publiek te emotioneel opging in zijn theater. Volgens Brecht was emotie dus tegengesteld aan theater en aan cultuur. Hij bereikte die vervreemding bijvoorbeeld door zijn spelers zo nu en dan hun rol en de situatie afstandelijk te laten analyseren, waarbij zij het publiek direct aanspraken. We vinden dit trouwens terug in de Commedia dell'arte. Ook maakte hij gebruik van een verteller die tussen de scènes door de situatie op het toneel beschouwt, verduidelijkt en vragen opwerpt.
In Camping Cosmos is seks verengd tot een banaal spel dat aan de protagonisten geen genoegen meer bezorgt en dat enkel dient tot plat amusement. Tot een "diep" orgasme komt blijkbaar niemand (ook niet de hoer van de camping of de radioman vertolkt door Claude Semal) en sport is een hysterische genoegdoening, een platvloerse vervanging van de "ware kunst". De figuren in de film beschouwen seks als een soort spel waarbij zij hopen dezelfde genoegdoening te bekomen als tijdens het bekijken van een boksmatch of een voetbalmatch en omgekeerd. Zij zijn pionnen in dat spel dat voortgestuwd wordt door regels die een maximum aan plezier moeten geven in hun korte vakantiemaanden. Ze zijn niet thuis en willen niet ingekapseld worden in een dwangbuis van uurgeregelde verplichtingen. Ze willen de vrijheid op alle gebied en de enige opdracht luidt: La dolce vita zoals de gelijknamige film van Fellini. De kijker associeert zich met de figuren die over het scherm glijden, zonder dat hij er zich bij betrokken voelt. De platitude van deze figuren en hun egoïsme slaat over op de kijker en maakt hem onverschillig. Hij wordt niet bewogen door wat er met hen gebeurt. Zo kan het dat de moord op mevrouw Vandeputte banaal wordt verteld door meneer Vandeputte aan de radioman die dan zegt: "On a tous une femme à tuer". De enige persoon die de toeschouwer raakt is de dochter van de entertainer, Eve, en zij krijgt dan ook onze sympathie. Ze schrijft een ontroerende brief aan haar vader waarbij ze hem verwijt dat zij ter wereld is gekomen omdat haar moeder geen abortus meer wilde. Het afstandelijke van de kijker heeft als gevolg dat hij zich niet identificeert met de spelers en dat hij Camping Cosmos ziet als een panorama van Belgische stripfiguren. De vervreemding gebeurt op een andere manier dan bij Brecht: de acteurs leggen in hun rol geen diepere betekenis en dat verhindert een emotionele identificatie die de toeschouwer anders wel zou hebben.

## Thematiek
Het thema van de film: hoe cultuur aan het volk brengen is gebaseerd op de idee van de culturele hegemonie van de marxistische ideoloog Gramsci. Hierbij stelt zich het probleem hoe de massa's te betrekken bij het beleven van cultuur en in ondergeschikte vorm de politiek van subsidiëring. Waar en wanneer cultuur brengen: op een camping tijdens de vakantiemaanden?
Tijdens de werkpauzes op de fabriek? (Tijdens het regime van de Sovjet-Unie was het gebruikelijk de arbeiders uit te nodigen op culturele manifestaties zoals opera's, concerten enz. Deze werden dan ook massaal bijgewoond.)
Bovendien: moeten alle vormen van cultuur gesubsidieerd worden (de volkscultuur?).
Wat met de plaatselijke cultuur: carnaval, stoeten enz... Hebben deze een afzonderlijke waarde of kunnen zij niet dienen voor het uiteindelijke doel: de emancipatie van de arbeidersklasse?
In de film worden universele cultuurmanifestaties (Eurovisiesongfestival, Wereldbeker voetbal, Miss Universe) geplaatst tegenover hun lokale varianten zoals een plaatselijke schoonheidswedstrijd (Miss Cosmos), een plaatselijke boksmatch en een plaatselijke zangwedstrijd. Een poging om "wereldcultuur" (Mutter Courage) te brengen mislukt. (Dit alles onder het goedkeurend oog van de vertegenwoordiger van het ministerie van Cultuur.) Heeft dit te maken met de culturele armoede van de Belgen of gaat het hier om een vakantiefenomeen?

## Verteltechniek
De verhaaltechniek is zonder voix-off. In deze is er verwantschap met de "Nouveau roman" en het reeds aangehaalde De Verwondering (anti-roman en anti-film?). Deze was wel pertinent aanwezig in La Vie sexuelle des Belges 1950-78. Dit geeft aan de film de indruk van een caleidoscoop met alle facetten van de camping die opkomen in kleurrijke scènes met hun respectievelijke personages.
Er is geen leidende en betrouwbare commentaarstem die de kijker stuurt in de opbouw van het verhaal. Het traditionele verhaal wordt beschouwd als achterhaald en misleidend en zowel de opportuniteit ervan als de objectieve verteller, worden in vraag gesteld. Met als resultaat dat de overzichtelijke en veilige scheiding tussen dagelijkse werkelijkheid en carnavalfantasie wordt ondergraven.

## Rolverdeling
| Acteur              | Personage               |
| ------------------- | ----------------------- |
| Jean-Henri Compère  | Jan Bucquoy             |
| Fanny Hanciaux      | Eve Bucquoy             |
| Lolo Ferrari        | Mme Vandeputte          |
| Jean-Paul Dermont   | M. Vandeputte           |
| Noe Francq          | Noé Vandeputte          |
| Claude Semal        | Claude Semal dit Tintin |
| Noël Godin          | Pierre Mertens          |
| Jacques Calonne     | Jacques Calonne         |
| Arno Hintjens       | Arno                    |
| Herman Brusselmans  | Herman                  |
| Jan Decleir         | vriendf Arno            |
| Patricia Dollez     | Mme Janssens            |
| Sabrina Leurquin    | Ulrique                 |
| Catherine Claeys    | Giselle Crapaud         |
| Isabelle Legros     | Isabelle Legros         |
| Jean Pierre Coopman |                         |

## Internationale onderscheidingen
- Calpurnia Grand Prize 1996 van het Filmfestival van Ourense, Galicië, Spanje.

### Geciteerde figuren (Franstaligen)
- Jean-Paul Dermont

### Geciteerde begrippen
- Het Bal du rat mort (strip)

### Geciteerde films
- Friday Fishday

### Andere links
- (en)   Camping Cosmos in de Internet Movie Database
- 8weekly
- Ourense Independent Film Festival
- Cinebel
- dvd-video
- Zieta[dode link]
- De site met de films van de trilogie
- Filmfreaks
- Moviemachine
- kritiek van Barry Norman
- Meeuwen sterven bij dageraad
- Commentaar in De Moviegids